# 西帰浦警察署
西帰浦警察署（ソギポけいさつしょ）は、済州地方警察庁所管の警察署である。

## 管轄区域
- 西帰浦市

## 沿革
- 1945年10月21日 - 済州警察署西帰浦支署として開署。
- 1946年9月12日 - 西帰浦警察署に昇格。
- 1995年3月17日 - 現在の庁舎が完成。

## 組織
- 警務課
- 生活安全課
- 捜査課
- 情報保安課
- 警備交通課

## 管轄地区隊
- 中東地区隊

## 管轄派出所
- 安徳派出所
- 大静派出所
- 南元派出所
- 表善派出所
- 城山派出所
- 中文派出所
- 孝敦派出所

## 管轄治安センター
- 武陵治安センター
- 加波治安センター
- 馬羅治安センター
- 新山治安センター
- 為美治安センター
- 中央治安センター